# Királyok völgye
A Királyok völgye (arabul: وادي الملوك – Vádi el-mulúk; ritkábban وادي بيبان الملوك – Vádi bíbán el-mulúk, „a királyok kapuinak völgye”) egy völgy Egyiptom középső részén, ahol egy körülbelül 500 éves időszak folyamán, az i. e. 16–11. század között (az ókori Egyiptom XVIII–XX. dinasztiája idején) királyok és nagy hatalmú nemesek számára épültek sírok. A völgy a Nílus nyugati partján helyezkedik el, Théba (ma Luxor) városával átellenben, a thébai nekropolisz szívében. A vádi két völgyből áll, a keleti (ahova a legtöbb királyt temették) és a nyugati völgyből. A területen sok és jelentős régészeti és egyiptológiai kutatást végeztek a 18. század végétől, és a sírok ma is felkeltik sok kutató érdeklődését. A legújabb korban a völgy Tutanhamon sírja (és „a fáraó átka”) miatt a világ egyik leghíresebb régészeti lelőhelye lett. 1979-ben a Királyok völgyét a thébai nekropolisz többi részével együtt a világörökség részévé nyilvánították.

## Földtana

A völgy rétegrajza. Alluvium = legújabb folyami feltöltődés, Serai Limestone = serai homokkő, Esna Shale = esznai pala, Dahkla Chalk = dakhla mészkő

A Királyok völgyének talaja váltakozó rétegekben sűrű mészkő- és más üledékes kőzetrétegekből, valamint puha márgarétegekből áll, melyek a völgy szikláit és a közeli Deir el-Bahari szikláit is alkotják. Az üledékes kőzet körülbelül 35–56 millió évvel ezelőtt rakódott le, amikor a mai Földközi-tenger elődje, a bezáródó Tethys-óceán foglalta el a területet, mivel akkoriban a világtengerek szintje 150 méterrel magasabb volt a mainál. A folyó elődjének kanyonját a messinai sókrízis idején vágta egy bővizű folyó, majd a pleisztocén korban hosszan tartó esőzések töltötték fel a völgyet folyami üledékekkel (iszappal, homokkal). Manapság kevés csapadék esik évente Egyiptom ezen részén esetenként hirtelen árvizek önthetik el a területet, amelyek több tonnányi hordalékot moshatnak a sírokba.
A völgy köveinek anyaga nem homogén, a finomtól a durva szeműig sokféle kő található itt, mely utóbbinak nem stabil a szerkezete. A helyenként előforduló agyagpalarétegek nehézségeket okoztak a sírok építésénél és feltárásánál, mivel ennek a kőzetnek víz jelenlétében megnő a térfogata, és széttolja a körülötte levő kőzeteket. Feltételezik, hogy néhány sír mérete és alakja attól függően változott, hogy milyen típusú kőzetrétegbe akadtak építőik a készítésük során. Az építők kihasználták a földtani viszonyok adta lehetőségeket a sírok építésénél. Néhány sírt már korábban létező mészkőhasadékokba vájtak, másokat omladéklejtők tetejére vagy azoknak a sziklanyúlványoknak a szélére, amiket az ősi árvizek csatornái hoztak létre.
A sírépítés problémái jól láthatóak III. Ramszesz és apja, Széthnaht sírjánál. Széthnaht kezdte meg a KV11 jelű sírhely építését, de a munkások véletlenül betörtek Amenmessze sírjába, ezért félbehagyták az építést, és a király inkább Tauszert sírját (KV14) bitorolta el. III. Ramszesz, amikor sírt keresett magának, kibővítette az apja által részben kivájt sírt. II. Ramszesz sírjának építésénél egy korábbi stílushoz tértek vissza, valószínűleg a kivájt szikla gyenge minősége miatt. 1998 és 2002 között az Amarnai Királysír Expedíció (Amarna Royal Tombs Project) mélyradarral vizsgálni kezdte a völgyfelszín talaját, és úgy találták, hogy a völgy mai felszíni omladékkőzete alatt több méterrel meredek természetes szirtek és sziklapadok vannak egymás alatt.

## Történet
A thébai hegyeket az al-Qurn csúcs uralja, amit az óegyiptomiak a ta dehent („a csúcs”) néven ismertek. Ennek a csúcsnak piramis alakja van és feltételezik, hogy ez volt az oka annak, hogy ez alá kezdtek temetkezni az egyiptomi királyok, az óbirodalom piramisainak mintájára, amelyek több mint ezer évvel azelőtt épültek, hogy az első királysírt a Királyok völgyének sziklafalába vájták. A völgy elszigetelt és nehezen hozzáférhető fekvése megkönnyítette a különleges sírrendészet (medzsai) munkáját, akik a nekropoliszt őrizték.
Az ókori Egyiptom szimbólumai a hatalmas gízai piramisok, jóllehet a legtöbb sírt sziklába vájták. A legtöbb piramisnak és masztabának is van földalatti része, és az Óbirodalomból is ismerünk olyan sírokat, amelyeket teljes egészében sziklába vájtak. A hükszoszok kiűzése és Egyiptom I. Jahmesz uralkodása alatti újraegyesítése után hatalomra került thébai uralkodók részleteiben kidolgozott sírokat kezdtek építeni, amelyek újdonsült hatalmukat voltak hivatott jelképezni. Jahmesz és fia, I. Amenhotep sírjai (pontos helyük ismeretlen) feltehetően Dirá Abu el-Naga XVII. dinasztia korabeli nekropoliszában épültek. A völgy első két királysírja I. Amenhotepé (bár az ő sírjának azonossága vitatott) és I. Thotmeszé volt, akinek Ineni nevű tanácsosa feljegyezte a sírban, hogy ő javasolta, hogy a sírt a kietlen völgybe építsék (nem tudjuk egészen bizonyosan melyik, de feltehetőleg a KV20 vagy a KV38 jelű sírról van szó).
Gondoskodtam a felség sziklasírjának építéséről, egyedül én, senki nem látott, senki nem hallott.
A völgyet i. e. 1539-től i. e. 1075-ig használták temetkezésre, leszámítva a későbbi újratemetéseket. Legalább 63 sírt építettek ide, az elsőt I. Thotmesz (vagy talán még korábban I. Amenhotep) uralkodásának idején, az utolsót X. Ramszesz vagy XI. Ramszesz uralkodása során. Nevével ellentétben a Királyok völgyébe nem csak királyokat temettek, hanem a fáraók kedvenc nemeseit, sőt a fáraók és nemesek feleségeit és gyermekeit is. I. Ramszesz uralkodása környékén megkezdődött a sírépítés a közeli Királynék völgyében is, voltak azonban királynék, akiket ezután is a Királyok völgyébe temettek, férjük mellé.

## A királyi nekropolisz
A hely óegyiptomi neve a következő volt:
A fáraók (élet, erő, egészség) évmillióinak hatalmas és nagyszerű temetővárosa, Thébától nyugatra
| G41 | G1 | Aa1 · D21 | O1 | O29 · Y1 | A50 | s | Z4 · Y1 | G7 | N35 | C11 | Z2 · N35 | M4 | M4 | M4 | t · Z2 · N35 | O29 · O1 · O1 | G7 | S34 | U28 | s | D2 · Z1 | R14 | t · t | N23 · Z1 · N35 | R19 | t · O49 | G7 |

vagy gyakrabban csak: Ta szehet-maat (A nagy mező).
A XVIII. dinasztia elején csak a királyokat temették a völgy nagyobb sírjaiba. A nem uralkodókat (nemeseket stb.) külön, kisebb sírkamrákba temették, az uralkodó sírjának közelébe. III. Amenhotep sírját a nyugati völgybe építették. Fia, Ehnaton átköltöztette a sírépítést Amarnába, de úgy vélik, a befejezetlen WV25 jelű sírt eredetileg neki szánták. Amikor a XVIII. dinasztia végén visszatértek a vallási ortodoxiához, Tutanhamon, Ay majd Horemheb is visszatért a királyi nekropoliszba. A XIX. és XX. dinasztia alatt megnövekedett a temetések száma a Királyok és a Királynék völgyében is. II. Ramszesz és később III. Ramszesz hatalmas sírokat építtettek, ahova számos fiukat temették (KV5 és KV3 számú sírok). Van néhány király, akiket nem a völgybe temettek, vagy még nem fedezték fel a sírjukat. II. Thotmeszt feltehetően a Dirá Abu el-Naga-i nekropoliszba temették (bár a múmiáját a Dejr el-Bahari-i rejtekhelyen találták meg). Szemenhkaré eredeti sírhelyét egyelőre nem találták meg, és minden jel arra utal, hogy VIII. Ramszeszt is más helyre temették.
Dejr el-Medina
Dejr el-Medina falu, a sírokat építő és díszítő munkások lakhelye egy kis vádiban helyezkedik el a Királyok és a Királynék völgye között, Thébával szemben. A munkások a thébai hegyeken keresztül jutottak a sírokhoz. Az építők mindennapi életét jól ismerjük, mivel sok feljegyzés van róluk a sírokban és a hivatalos iratokban.
Halotti templomok
A piramisok korában a királysírok kapcsolatban voltak a halotti templommal, ami a piramis közelében épült. Mivel a király sírja rejtett helyen volt, ez a halotti templom a temetés helyétől távolabb, a kultuszhelyhez közelebb, Théba felé irányulva épült.

## A völgy feltárása
A Királyok völgye volt az utóbbi két évszázad egyik legnagyobb egyiptológiai kutatási területe. A terület már korábban, a rómaiak korában is a turisták által kedvelt helynek számított. A Királyok völgyében megfigyelhetjük az egyiptológia tudományának szemléletváltozását is, amely régiségek gyűjtésével kezdődött, majd a thébai nekropolisz részletes tudományos feltárásához vezetett; bár a hosszú kutatási munkálatok ellenére máig is mindössze tizenegy királysír van teljes mértékben feltárva és dokumentálva.

### Ókor
Sztrabón (i. e. 1. század) és Diodorus Siculus (i. sz. 1. század) görög írók 47-re tették a thébai királysírok teljes számát, melyek közül 17-ről vélték úgy abban a korban, hogy sértetlenül megmaradt. Pauszaniasz és más ókori írók rámutattak, hogy a völgy csőszerű folyosói kétségkívül sírokat rejtenek. Nyilvánvaló, hogy már az ókorban is sokan jártak a sírokban, mivel a látogatók több síron falfirkákat hagytak hátra maguk után. Jules Baillet több mint 2100 görög és latin falfirkát talált, ezenkívül néhány föníciai, ciprusi, líkiai, kopt és egyéb nyelveken írott feliratot is. A legtöbb ókori falfirkát – mintegy ezret – a KV9 számú sírban találták. A legkorábbi ismert dátumú falfirka i. e. 278-ban kelt.

### 18. század
A 18. század előtt nehézkes, időigényes és drága volt Európából Thébába (vagy Egyiptom bármely területére) utazni, és csak a legkitartóbb európaiak jutottak idáig. Claude Sicard 1726-os útja előtt azt sem lehetett tudni, pontosan hol van Théba. Tudták, hogy a Nílus mentén fekszik, de gyakran összekeverték Memphisszel és más helyekkel. Az egyik legkorábbi utazó, aki feljegyezte thébai tapasztalatait, Frederic Louis Norden dán kalandor és művész volt. Őt Richard Pococke követte, aki 1743-ban kiadta a völgy első modern térképét is.
Francia expedíció
1799-ben Napóleon expedíciójának tagjai (különösen Dominique Vivant) térképeket és dokumentációs rajzokat készítettek az ismert sírokról. Ők említik elsőként a nyugati völgyet, ahol Prosper Jollois és Édouard de Villiers du Terrage megtalálta III. Amenhotep sírját (WV22). A Description de l’Égypte című mű huszonnégy kötetéből kettőt szenteltek Thébának és környékének.

### 19. század

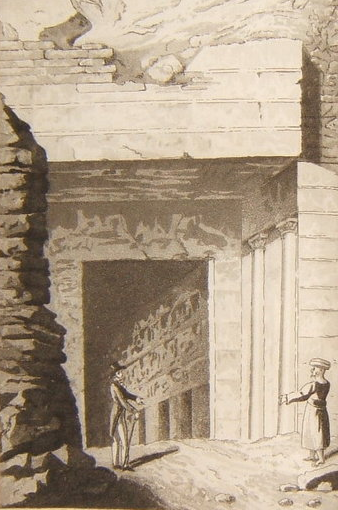
Egy királysír bejáratának rajza 1821-ből

A 19. században tovább folytatódott Théba környékének régészeti feltárása, aminek újabb lökést adtak Champollion kutatásai, aki a század elején megfejtette a hieroglif írást. A század korai éveiben itt járt Belzoni, aki Henry Saltnak dolgozott. Ő több sírt felfedezett, köztük Ay sírját (WV23) a nyugati völgyben 1816-ban és I. Széthi sírját (KV17) a következő évben. Látogatásának végén Belzoni kijelentette, hogy minden sírt felfedezett, és már semmi figyelemre méltót nem lehet találni a környéken. Ugyanebben az időben dolgozott itt Bernardino Drovetti francia főkonzul is, aki Belzoni és Salt nagy riválisa volt.
1827-ben John Gardner Wilkinsont megbízták azzal, hogy fesse le az összes sír bejáratát és adjon mindnek egy számot, KV1-től KV21-ig (bár az akkori térkép 28 bejáratot jelölt, melyek közül néhányat még nem tártak fel akkor). Ezeket a számokat használják ma is. Ezek a festmények és térképek később megjelentek a The Topography of Thebes and General Survey of Egypt című műben, 1830-ban.
James Burton is ebben az időben kutatta a völgyet. Ő tette biztonságossá a KV17 jelű sírt az árvizekkel szemben, de inkább arról lett híres, hogy bejutott a KV5 jelű sírba. 1829-ben a francia-toszkán expedíció keretében Ippolito Rosellini és Nestor L’Hôte társaságában maga Champollion is meglátogatta a völgyet. Ez az expedíció két hónapot töltött a már megnyitott sírok tanulmányozásával, és közülük kb. tizenhatról készített vizsgálatot és leírást. Lemásolták a feliratokat és azonosították a sírok eredeti gazdáit. A KV17-es sírból elszállították a falfestményeket, ezek ma a párizsi Louvre-ban láthatóak.

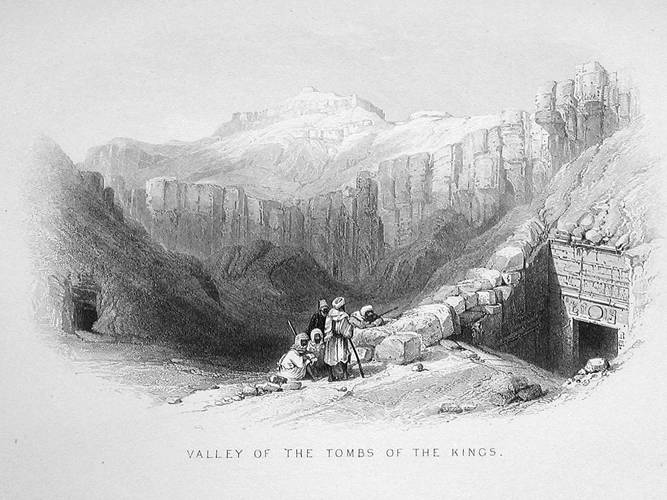
A völgy rajza az 1862-ben nyitva álló sírokkal

1845–1846-ban Karl Richard Lepsius expedíciója járt a völgyben. 25 sírt dokumentáltak a nagy völgyben és négyet a nyugati völgyben. A század második felében összehangoltabban próbálták megőrizni a régiségeket, és már nem csak gyűjtögették azokat. August Mariette Egyptian Antiquities Service nevű szervezete elkezdte a völgy kutatását, előbb 1883-ban Eugène Lefébre-rel, 1888 elején Jules Baillet-val és Georges Bénédite-tel, végül 1898–1899-ben Victor Loret-val az élen. Ebben az időben tárta fel Georges Daressy a KV9 és KV6 jelű sírokat. Loret további 16 sírt adott a listához és számos korábban felfedezett sírt feltárt.
Amikor Gaston Masperót újra megválasztották az Egyptian Antiquities Service vezetőjének, megváltozott a kutatások iránya. Maspero Howard Cartert jelölte ki Felső-Egyiptom főfelügyelőjének (Chief Inspector), a fiatalember újabb sírokat fedezett fel és néhányat feltárt, köztük a KV42 és a KV20 számú sírokat.

### 20. század

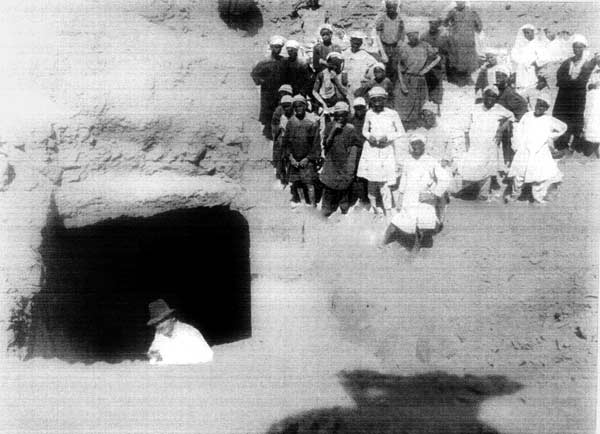
Horemheb sírjának bejárata, nem sokkal 1908-as felfedezése után

A 19–20. század fordulóján az amerikai Theodore M. Davis engedélyt kapott kutatások folytatására a völgyben. Csapata (Edward R. Ayrton vezetésével) számos királyi és nem-királyi sírt fedezett fel (a legfontosabbak a KV43, a KV46 és a KV47 jelűek voltak). 1907-ben a KV55-ös számú sírban a kutatók egy feltehetően Amarna-kori rejtekhelyre bukkantak. Miután feltárták a KV61-es számú sírt – amit Tutanhamon sírhelyének véltek –, kijelentették, hogy a völgyet teljes mértékben feltárták, és nem rejthet már semmi újdonságot. Ezután Howard Carter kapta meg a jogot a völgy kutatásához, és szisztematikus kutatásai során 1922 novemberében megtalálta Tutanhamon valódi sírját (KV62).
A század végén a Theban Mapping Project újra felfedezte és feltárta a KV5 jelű sírt, amiről azóta kiderült, hogy legalább 120 termével valószínűleg ez a völgy legnagyobb sírja. A sírhely vagy kenotáfium (díszsíremlék) volt, vagy II. Ramszesz fiainak valódi sírhelye. A völgy keleti és nyugati ágaiban több más expedíció is járt, amik további sírokat tisztítottak meg és tártak fel. 2002-ig az Amarna Royal Tombs Project (Amarnai Királysír-expedíció) a KV55 és KV62 sírok környékét kutatta, amelyek a nagy völgyben találhatók és az Amarna-korból származnak.

### 21. század
Folyamatosan végeznek kutatóexpedíciókat a völgyben, nagyban növelve a területtel kapcsolatos tudásunkat. 2001-ben a Theban Mapping Project új jelrendszert tervezett a síroknak, információt és terveket (térképeket) adott ki a már feltárt sírokról.
2006. február 8-án az Örökségvédelmi Főtanács (Supreme Council of Antiquities) bejelentette, hogy egy amerikai kutatócsoport a Memphis-i Egyetemről egy fáraókori sírt tárt fel (KV63). Ez a Tutanhamon-sír 1922-es feltárása óta az első új sír, melyet a völgyben találtak. Ebben a XVIII. dinasztia korából származó sírban öt érintetlen szarkofágot találtak, színezett halotti maszkkal, valamint 28 nagy tárolóedényt, amelyek fáraói pecséttel voltak lezárva. Az új sír Tutanhamon sírjának közelében helyezkedik el. A KV63-at, ami egyetlen kamrából áll, úgy tűnik, hogy inkább temetési kellékek tárolására használták, mint sírnak. Múmiát eddig nem találtak a sírban.
2006. július 31-én Nicholas Reeves bejelentette, hogy a mélyradaros analízis, amit 2000 őszén végzett, szabálytalanságokat mutatott ki a felszín alatti kőzetben, a KV62 és KV63 környékén. Az itt sejtett sírt próbaképpen KV64-nek nevezte el. Ez vitát kavart, mivel hivatalosan csak az Egyiptomi Régiségek Főtanácsa (Supreme Council of Antiquities) adhat ki új számot sír számára, és lehet, hogy amit a radar felfedezett, valójában nem is sír; ráadásul Reeves először a sajtóval közölte a hírt, és nem tudományos lapban publikálta.
2008 májusában Zahi Havassz bejelentette, hogy egy egyiptomi kutatócsapat VIII. Ramszesz sírját keresi, főként Merenptah és II. Ramszesz sírja közelében. Ugyanekkor megkezdődött a KV17 bejárati folyosójának megtisztítása.

## A sírok fejlődése az idők során
| KV1 KV2 KV3 KV4 KV5 KV6 KV7 KV8 KV9 KV10 KV11 KV12 KV13 KV14 KV15 KV16 KV17 KV18 KV19 KV20 KV21 WV22 WV23 WV25 KV26 KV28 KV29 KV30 KV31 KV32 KV34 KV35 KV36 KV37 KV38 KV40 KV42 KV43 KV44 KV45 KV46 KV47 KV48 KV54 KV55 KV56 KV57 KV58 KV59 KV61 KV62 KV63 A Királyok völgye sírjainak elhelyezkedése |

Elhelyezkedés
A legkorábbi sírokat (KV34–KV43) omladéklejtők tetején, vihar táplálta vízesések alatt rejtőző sziklákba vájták. Mivel nem sok ilyen hely volt, a későbbi sírok helyét már a völgy alján jelölték ki, majd ahogy a völgy lassan megtelt törmelékkel, az új sírok fokozatosan feljebb kerültek. Ez magyarázatot ad arra, hogy a KV62 és a KV63 bejárata miért a völgypadozat alatt, mélyen betemetve helyezkedett el.
Építészet

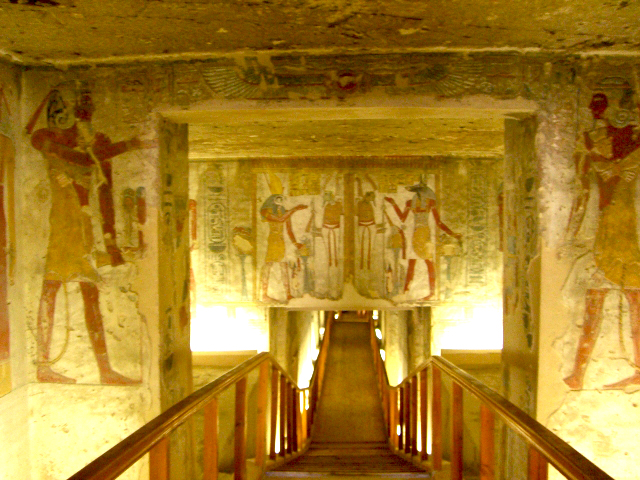
Tauszert és Széthnaht sírja, a leszálló folyosóval

A szokásos síralaprajz hosszú, leszálló, kőbe vájt folyosóival kezdődik, amely egy vagy több termen halad keresztül, majd a sírkamrába jut. Ez feltehetően a napisten alvilágba jutásának útját jelképezte. A korai sírokban a folyosó legalább egyszer 90 fokos fordulatot tesz (pl. a KV43, IV. Thotmesz sírja), a legkorábbiaknak pedig kártus alakú sírkamrájuk van (KV43). Ezt a elrendezést „hajlított tengely”-nek nevezik. Az ilyen sírokban a temetés után a folyosó felső részét feltöltötték törmelékkel, és a sír bejáratát elrejtették. Az Amarna-kor után az elrendezés fokozatosan kiegyenesedett. Egy rövid időre a „megtört tengely” alaprajz terjedt el (ennek tipikus példája Horemheb sírja, a KV57, amely azon sírok egyike, amit néha megnyitnak a látogatók számára is), a XIX. dinasztia végén és a XX. dinasztia korának sírjainál pedig már az egyenes tengely volt jellemző (III. Ramszesz és IX. Ramszesz sírjai – KV11 és KV16). Ahogy a sírok tengelye kiegyenesedett, meredekségük is csökkent, és a XX. dinasztia korára már majdnem vízszintesek a járatok.
A sírok másik jellegzetessége a „kút”, amit eredetileg talán azért terveztek, hogy árvíz idején megakadályozza a víznek a sír mélyebben fekvő részeibe jutását. Később ennek az aknának, úgy tűnik, mágikus vagy szimbolikus célja lett. A XX. dinasztia végén magát az aknát már néha nem is alakították ki, de a kútterem jelen volt.
Díszítés

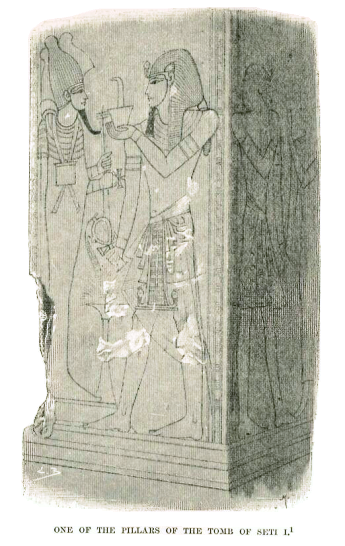
I. Széthi sírjának oszlopa

A legtöbb királysírt vallási szövegekkel és képekkel díszítették. A korai sírokat az Amduat könyve („az, ami az Alvilágban van”) jeleneteivel díszítették, amiben a napisten az éjjel tizenkét órája alatt megtett útját írják le. Horemheb idejétől kezdve a sírokat a Kapuk Könyvéből vett jelenetekkel díszítették, amely a napistent mutatja, amint átmegy az éjszakát felosztó tizenkét kapun. Ez biztosítja, hogy a sír tulajdonosa biztonságban jut keresztül az éjszakán. A XIX. dinasztia végén a Barlangok Könyve jelenik meg, amely az alvilágot hatalmas barlangokra osztotta, melyekben az istenek és a halottak várták, hogy a nap végigmenjen ezeken és visszavigye őket az életbe. III. Ramszesz sírjában a Föld Könyve jelenik meg, ahol az alvilágot négy részre osztják fel, és amelynek csúcspontján Naunet elhúzza a földről a napkorongot. A sírkamrák mennyezetét I. Széthi sírjától kezdődően a később Mennyek könyveként ismert jelenetekkel díszítették, amely szintén a nap utazását írja le az éj 12 óráján át. Szintén I. Széthi idején jelenik meg a sírokban Ré litániája, egy hosszadalmas himnusz, ami a napistenhez szól.
A sírok berendezése
Minden sírba azokat a tárgyakat helyezték el, amikre az eltemetett személynek szüksége lehet a kényelmes túlvilági élethez. Ezeken kívül találtak még a sírokban rituális és mágikus eszközöket is, mint például usébti- és istenszobrocskákat is. Olyan dolgokat is elhelyeztek a sírokban, amiket a király földi életében használt, (pl. Tutanhamon szandálját) és olyanokat is, amit külön a temetés céljából készítettek.
A sírok számozása
A KV jelölés a King’s Valley (Királyok völgye) rövidítése. A sírokat felfedezésük sorrendjében számozták (a KV1-től, ami VII. Ramszesz sírja, és már az ókorban nyitva állt, egészen a KV63-as jelű sírig, amit 2005-ben tártak fel), bár sok sír már az ókorban is ismert volt, és a KV5-öt csak az 1990-es években tárták fel részletesen, mert korábban nem tartották fontosnak. A nyugati völgy sírjait gyakran WV (West Valley) előtaggal jelölik, de ezek is ugyanezt a számozási rendszert követik (tehát a WV23 és KV23 ugyanazt a sírt jelöli). Van sok olyan sír is, aminek nem ismert a tulajdonosa, üres, vagy csak tárolóhelyiségnek használták. A Királyok völgyének legtöbb sírja a keleti völgyben található, és ide jár a legtöbb turista is.

### XVIII. dinasztia

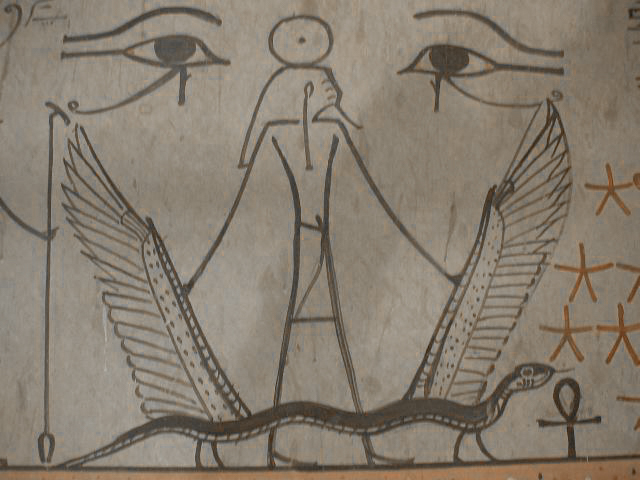
KV34

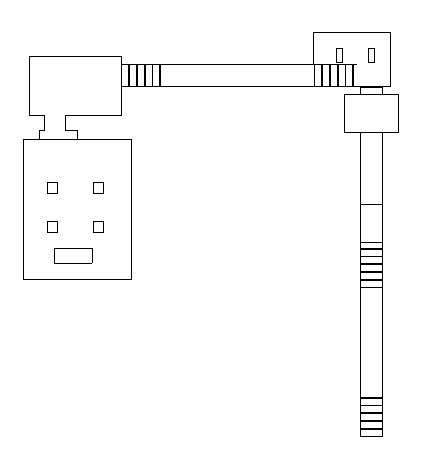
Tipikus hajlított tengelyű elrendezés egy XVIII. dinasztiabeli sír példáján

A XVIII. dinasztia sírjai a völgyben nagy változatosságot mutatnak a díszítés, a stílus és a helyválasztás tekintetében. Úgy tűnik, eleinte semmi konkrét terv nem volt – Hatsepszut sírjának (KV20) valóban kissé furcsa alakja van, több mint 200 méter hosszan kanyarog, és a sírkamra 97 méterrel van a felszín alatt. A sírok fokozatosan egyre szabályosabb formát is öltöttek, II. Thotmesz és IV. Thotmesz sírjai (KV34 és KV43) már jó példái a XVIII. dinasztia sírjainak – mindkettőnek hajlított tengelye és egyszerű díszítése van. A korszak talán legimpozánsabb sírja III. Amenhotepé (WV22), ami a nyugati völgyben helyezkedik el, és az 1990-es években tárták fel részletesen a japán Waseda Egyetem kutatói, de nem nyitották meg a nyilvánosság számára.
Ugyanebben az időben nagy hatalmú és befolyású nemeseket is kezdtek a királyi családok mellé temetni. Ezek közül a leghíresebb Juja és Tuja közös sírja (KV46). Ők valószínűleg Tije királyné szülei voltak, és Tutanhamon sírjának felfedezéséig ez volt a legjobb állapotban megmaradt sír a völgyben.

### Az Amarna-kor után

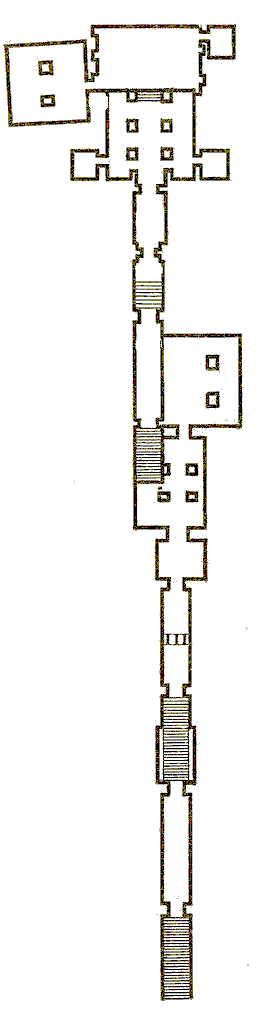
A 'megtört tengelyű' Amarna-kor utáni sírok jellegzetes elrendezése: I. Széthi sírja

Amikor az Amarna-kor után a királysírok visszakerültek Thébába, megváltozott a sírok elrendezése, és a későbbi dinasztiákban a megtört tengelyt fokozatosan az egyenes tengely váltotta fel. A nyugati völgyben van egy megkezdett sír, amiről feltételezik, hogy Ehnaton számára készült, de nem áll többől, mint egy kapuból és néhány lépcsőfokból. Ennek a sírnak a közelében található Ay sírja, aki Tutanhamont követte a trónon. Valószínű, hogy ezt a sírt Tutanhamonnak kezdték építeni (a díszítések stílusa alapján), de később Ay temetésére használták fel. Ez azt is jelentené, hogy a KV62 lehetett Ay eredeti sírja, ami magyarázatot adna a sír kisebb méretére és királysíroknál szokatlan elrendezésére.

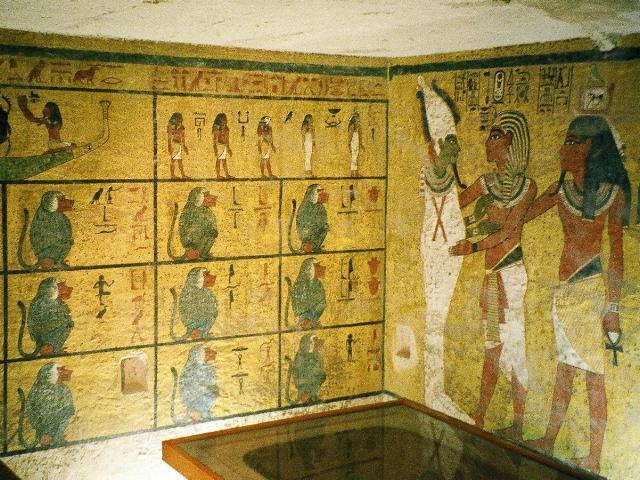
KV62

A többi Amarna-kori sír a kisebb, központi területen van, egy a keleti völgy közepén, egy lehetséges múmiarejtekhellyel (KV55), ami feltehetően számos Amarna-kori királyi családtag sírját tartalmazza – egy időben talán Tije sírjaként szolgált, az itt talált múmia pedig Szemenhkaréé, esetleg Ehnatoné). Ennek közelében van Tutanhamon sírja, ami a modern nyugati régészet talán leghíresebb felfedezése, 1922. november 4-én bukkant rá Howard Carter. A sír megtisztítása és restaurálása 1932-ig tartott. Ez volt az első olyan felfedezett királysír, ami nagyjából érintetlenül maradt fenn (bár sírrablók ebben is jártak), és a KV63 2005. március 10-i felfedezéséig azt gondolták, ez a lesz az utolsó nagyobb felfedezés a völgyben. Pazar kincsei ellenére Tutanhamon nem volt nagy király, és más sírhelyeken feltehetőleg sokkal több kincs volt eredetileg.
Ezen a központi helyen, ahol a KV62 és a KV63 is van, 2006. július 28-án radaros kőzetvizsgálatok eredményei alapján feltételezhetően egy másik sír is van, amit KV64-nek neveztek el. Ez nem hivatalos számozás és az Egyiptomi Régiségek Főtanácsa (Supreme Council of Antiquities) nem fogadja el a sír létét. Horemheb közeli sírja (KV57) ritkán van nyitva a látogatók előtt, de nagyszerű díszítése és kiváló sírfestményei vannak.

### XIX. dinasztia

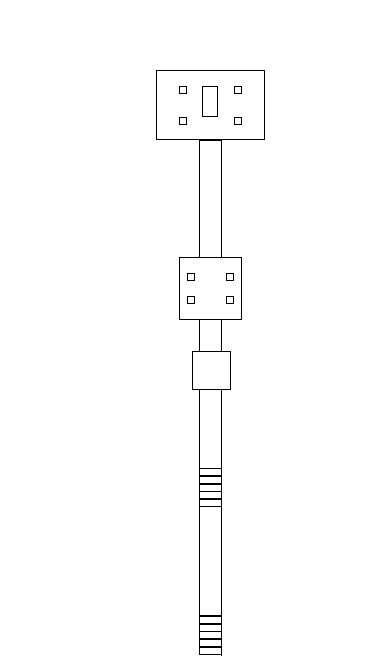
Az egyenes tengelyű elrendezés a XIX–XX. dinasztia sírjaira jellemző

A XIX. dinasztia idején tovább egyszerűsödött (szabványosodott) a sírok elrendezése és díszítése. A dinasztia első királyának, I. Ramszesznek a sírját (KV16) sietve fejezték be a király hirtelen halála miatt, és alig áll többől, mint egy leszálló folyosóból és egy sírkamrából, bár élénk díszítése van és ma is ott található a király szarkofágja. Központi elhelyezkedése miatt ez az egyik leglátogatottabb királysír. Megfigyelhető rajta a sírkapu, a folyosó és a díszítés erre a korra jellemző fejlődése.
I. Ramszesz fia és utódja, I. Széthi sírjáról (KV18; más néven Belzoni-sír, Ápisz-sír, Pszammisz, Nékó fia sírja) sokan azt tartják, hogy a völgy legszebb sírja, gyönyörűen faragott domborművei és festményei miatt. Széthi fia, II. (Nagy) Ramszesz hatalmas sírt építtetett magának (KV7), de ez romos állapotban van, és Christian Leblanc vezetésével felújítási munkálatokat végez rajta egy francia–egyiptomi régészcsapat. Hatalmas méretei vannak, hossza kb. ugyanakkora, mint apja sírjáé, de területe nagyobb. Az elrendezés visszatért a korábbi hajlított tengelyhez, talán azért, mert gyenge minőségű sziklát találtak az építés során. Ugyanebben az időben, saját sírjával átellenben, Ramszesz fiai számára kibővített egy korábban épült kis sírt, amelybe egy ismeretlen, a XVIII. dinasztia idején élt nemest temettek (KV5). Itt eddig 120 termet tártak fel, feltehetőleg ez a legnagyobb sír a völgyben. A feltárási munkálatok ma is folynak. Már az ókorban megnyitották és ki is rabolták, és alacsonyan fekvő helyzete miatt különösen ki volt téve az árvizek veszélyének, melyek néha a területet sújtották és több tonnányi hordalékot mostak be ide az évszázadok során. Ez elrejtette hatalmas méreteit. Jelenleg nincs megnyitva a nyilvánosság előtt.

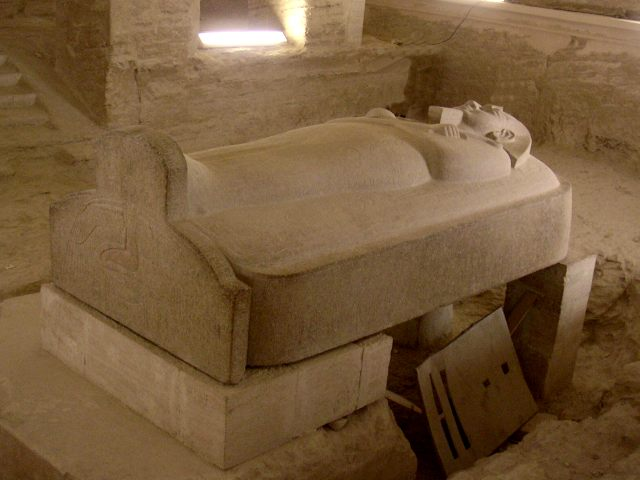
KV8

II. Ramszesz fia és követője, Merenptah sírja is az ókor óta nyitva áll. 160 méter hosszú, egy sírkamrában végződik, ahol négy egymásba ágyazott szarkofág volt valaha. A szépen díszített sír a legtöbb évben nyitva áll a látogatók előtt. A dinasztia utolsó királyai is építettek sírokat a völgyben, amelyek általában ugyanezt az elrendezést és díszítést követik. Ezek közül Sziptah sírja (KV47) érdemes említésre, amelynek különösen szép díszítése van, főleg a mennyezetén.

### XX. dinasztia

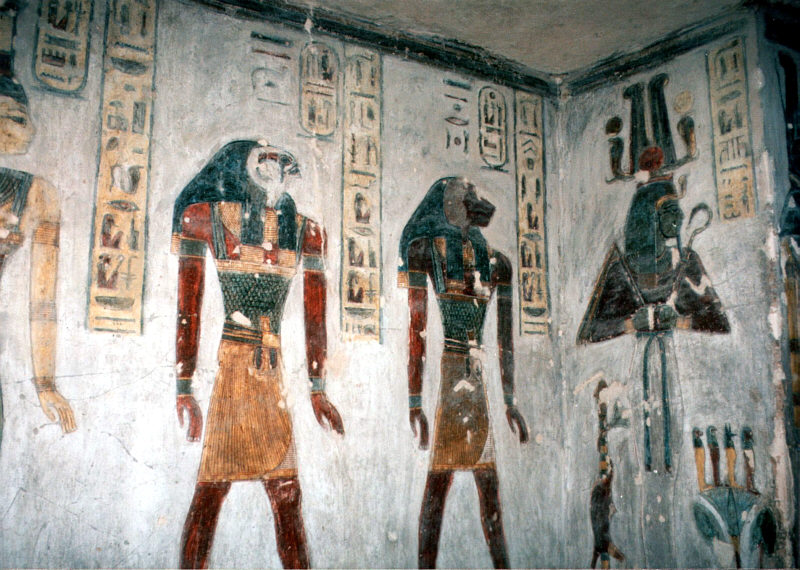
KV11

A dinasztia első uralkodója, Széthnaht két sírt is építtetett magának, és ő kezdte meg annak a sírnak az építését is, ami fia, III. Ramszesz sírja lett végül, de munkásai építkezés közben beleütköztek egy másik sírba, és abbahagyták a munkát. Széthnaht ekkor inkább korábbi riválisa, a XIX. dinasztiabeli fáraónő, Tauszert sírját (KV14) fejezte be és bitorolta el. Ebben a sírban így két sírkamra is van, és a későbbi kiegészítések eredményeképpen 112 méteres hosszával ez az egyik legnagyobb királysír.
III. Ramszesz sírja („Bruce-sír” és „Hárfások sírja” néven is ismert, felfedezője, illetve egyik falfestménye után) az egyik legnagyobb sír a völgyben, és nyitva áll a közönség számára is. Közel van a központi pihenőhelyhez is, és kedvező helyzete és nagyszerű díszítése miatt ez az egyik legtöbb turista által látogatott sír.
III. Ramszesz követői és leszármazottai olyan sírokat építettek, amelyeknek egyenes tengelyük volt és díszítéseikben nagyon hasonlítottak egymásra. Ezek között jelentős a KV2-es jelű sír, ami IV. Ramszesz sírja. Az ókor óta nyitva áll, és nagy mennyiségben tartalmaz hieratikus írással írott falfeliratokat, falfirkákat. A sír nagyrészt érintetlen és több vallási szöveg jelenetei díszítik.

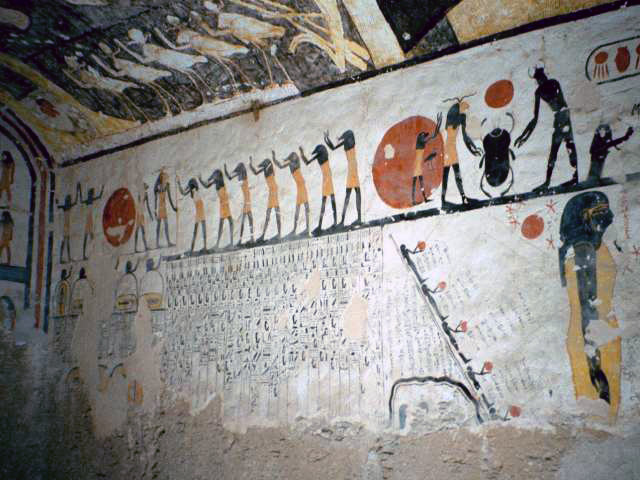
KV6

V. Ramszesz és VI. Ramszesz közös sírját, a KV9 (más néven Memnon sír vagy la tombe de la Métempsychose) sok homorú mélyrelief díszíti, amelyek vallási szövegekből vett illusztrált jeleneteket ábrázolnak. Mivel az ókorban már megnyitották, több mint ezer falfirkát tartalmaz ógörög, latin és kopt nyelven. A sír feltárása és későbbi megtisztítása során kitermelt föld betakarta a korábbi KV62-es sírt, Tutanhamon sírját, ami valószínűleg az ókorban is részben ennek köszönhette, hogy megmenekült a felfedezéstől és kifosztástól.
IX. Ramszesz sírja (KV6) szintén már az ókorban ismert volt, amint azt a falain látható római és kopt falfirkák is mutatják. A völgy középső részén helyezkedik el, a KV5 és a KV55 között, azoknál kissé magasabban. A sír összesen 105 méter hosszan nyúlik be a hegyoldal alá és számos oldalkamarája van, amelyek nincsenek befejezve és díszítés sincs rajtuk. A sziklavájáson is látszik, hogy sietve épült és Ramszesz haláláig nem sikerült befejezni. Egy másik jelentős sír a dinasztia korából a KV19-es számú, ez Montuherkhopsefnek, IX. Ramszesz fiának a sírja. A sír kicsi, és nem több, mint egy átalakított és befejezetlen folyosó, de díszítése gyönyörű. Nemrég felújították és megnyitották a látogatók előtt.

### A XXI. dinasztia és a nekropolisz hanyatlása
Az Újbirodalom végén Egyiptomban hosszú politikai és gazdasági hanyatlás kora kezdődött. A thébai papok hatalma megnövekedett, gyakorlatilag ők irányították Felső-Egyiptomot, míg a taniszi királyok Alsó-Egyiptomban uralkodtak. A XXI. dinasztia idejének kezdetén történtek kísérletek a már megnyitott sírok használatára – Ámon főpapja, I. Pinedzsem például felírta kártusát a KV4 sír falára. A völgyet komoly fosztogatások érték a XXI. dinasztia idején, ezért Ámon papjai a legtöbb sírt megnyitották és a múmiákat három sírban gyűjtötték össze, hogy könnyebben védhessék őket. A kincs nagy részét is eltávolították, hogy a múmiák nagyobb biztonságban legyenek a sírrablók elől. Később ezek nagy részét egyetlen rejtekhelyre vitték, Dejr el-Bahari közelébe (DB320 vagy TT320 néven ismert sír), amelyet a Hatsepszut híres templomával szemben álló sziklafalba vájtak. Ez a tömeges újratemetési hely hatalmas mennyiségű királyi múmiát tartalmazott. Felfedezésekor, 1881-ben rendetlen állapotban találták őket, sok közülük nem a saját koporsójában volt, és többet máig nem sikerült azonosítani. Más múmiákat II. Amenhotep sírjába szállítottak, és több mint egy tucat múmiát – köztük több királyit is – később szállítottak ide. A harmadik átmeneti korban és későbbi korszakokban a nyitott sírokba újabb elöljárókat temettek. A koptok idején néhány sírt keresztény kápolnának, istállónak vagy háznak alakítottak át.

### Sírrablók
A századok során a sírrablók majdnem minden sírt kifosztottak, még Tutanhamonét is, bár ebben az esetben valaki megzavarhatta a rablókat, ezért nagyon kevés dolgot vittek csak el. Több olyan papiruszt találtak, amelyek a sírrablók elleni perről tudósítanak, ezek főként a XX. dinasztia idejének végéről származnak. Az egyik közülük a Mayer B papirusz, ez valószínűleg IX. Ramszesz uralkodásának 9. évében íródott, és VI. Ramszesz sírjának kirablását írja le.
Az idegen Neszamon felvitt minket a helyre és megmutatta nekünk VI. Ramszesz sírját (…) És én négy napot töltöttem ott, betöréssel próbálkozva. Öten voltunk ott. Kinyitottuk a sírt és bejutottunk. Egy bronzüstöt, három bronz mosdótálat találtunk…
A völgyben hivatalos fosztogatás is történt a polgárháború idején, ami XI. Ramszesz uralkodása alatt kezdődött. A sírokat kinyitották, minden értéket kivettek belőlük, és a múmiákat két nagyobb rejtekhelyre szállították. Az egyik rejtekhely II. Amenhotep sírja volt, ide 16 múmiát vittek, a többit I. Amenhotep sírjába rejtették. Néhány évvel később a legtöbbet átvitték Deir el-Bahari rejtekhelyére (DB320), ahol nem kevesebb, mint 40 király múmiája és koporsója gyűlt össze ekkor. Csak azokat a sírokat nem bántották, amelyeknek a pontos helye már feledésbe merült (KV62, KV63 és KV46).

## Turizmus

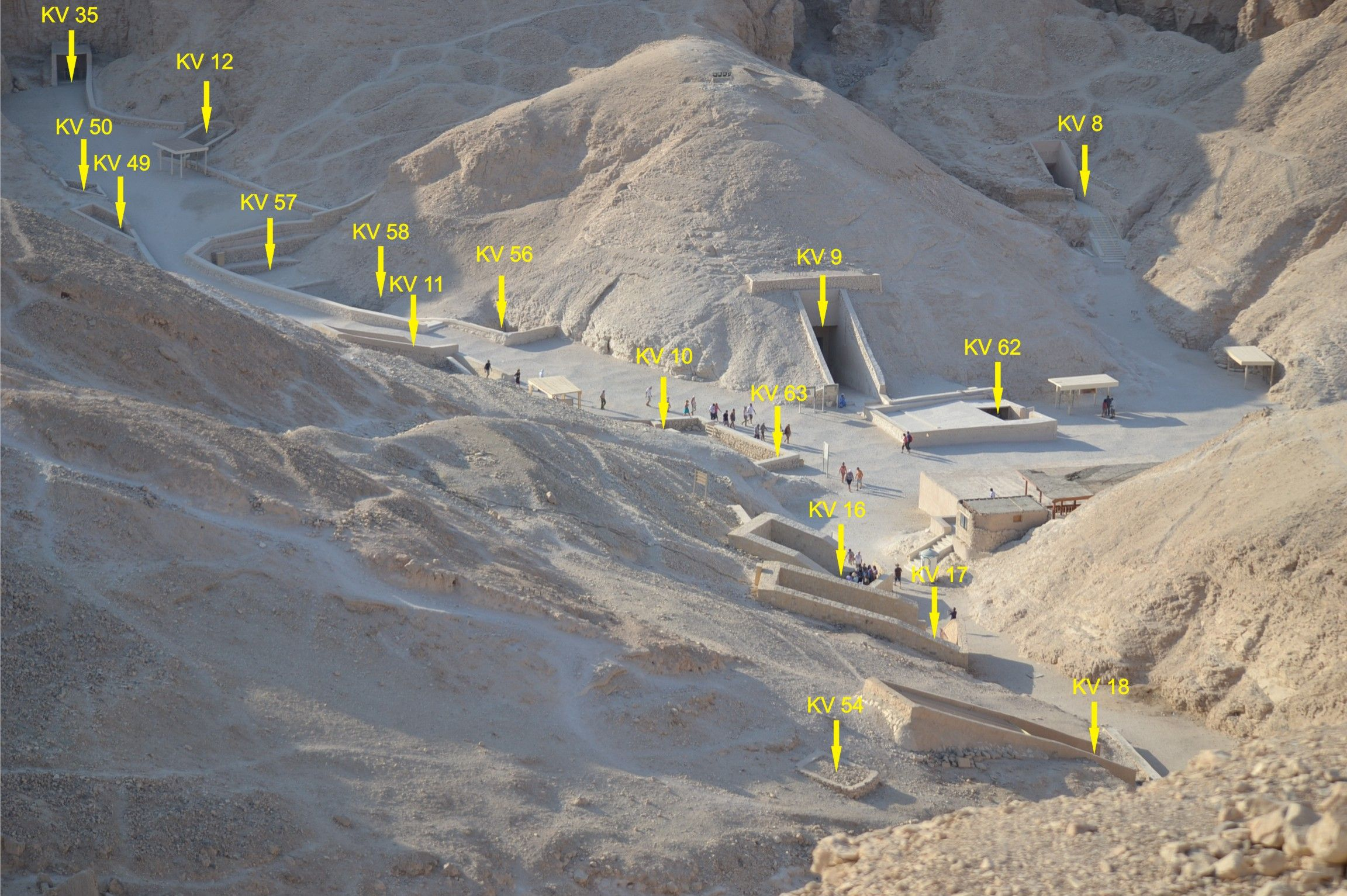
A keleti völgy középső részének sírjai

A legtöbb sír nincs megnyitva a nyilvánosság számára, és a nyitottakat is időnként bezárják felújítási munkák miatt (16 van nyitva összesen, de általában azonos időben csak néhány). A KV62 számú sírnál a látogatók nagy száma miatt külön látogatási díjat vezettek be. A nyugati völgyben csak egy sír van nyitva, Ayé, és ide is csak külön jeggyel lehet belépni. Az idegenvezetők már nem tarthatnak előadást bent a sírokban, és a látogatóktól is elvárják, hogy csendesen, libasorban haladjanak végig a sírokon, annak érdekében, hogy minél kevesebb időt töltsenek bent, és így minél kevesebb kárt tegyenek a belső felületekben és a díszítésekben. Bent a fényképek készítése tilos.
1997-ben 58 turistát és 4 egyiptomit lőttek agyon Dejr el-Bahari közelében terroristák, akik feltehetően az al-Gamáa al-Iszlámijja csoport tagjai voltak. Az esemény után a turizmus kissé megcsappant, de néhány év múlva újabb rekordokat döntött a látogatók száma. 2005-ben napi átlagban 4–5 ezer turista látogat le a keleti völgybe; azokon a napokon, amikor a nílusi turistahajók kikötnek itt, a látogatók száma 10 000-re is emelkedhet. Ez a szám a jövőben valószínűleg tovább fog emelkedni. A nyugati völgyet sokkal kevesebben látogatják, mivel itt csak egy sír áll nyitva a turisták számára.
2006 januárjában bejelentették, hogy újabb központot építenek a látogatók számára, a régi kávézó helyére. Tervezik egy kiállítóterem megnyitását is, ahol a völgy modelljét, az újbirodalom nekropoliszának kronológiáját és ikonográfiáját mutatnák be. A Metropolitan Museum of Art és a National Geographic Society oktatási anyagokat adományozott a leendő múzeumnak.

## Bibliográfia
- Baines, John, Jaromir Malik. Cultural Atlas of Ancient Egypt. ISBN 0-8160-4036-2, 2000 (1914)
- Baillet, Jules. Inscriptions grecques et latines des tombeaux des rois ou Syringes à Thèbes. Cairo: Institut Français d'Archéologie Orientale du Caire, Mémoires publiés par les membres (1920-1926)
- Davis, Theodore M.. The Tomb of Siphtah with The Tomb of Queen Tiyi. London: Gerald Duckworth & Co Ltd (2001). ISBN 0-7156-3073-3
- Dodson, Aidan. Egyptian Rock-cut Tombs. Buckinghamshire: Shire Publications Ltd (1991). ISBN 0-7478-0128-2
- Maspero, Gaston. Manual of Egyptian Archaeology, Sixth English Edition. H. Grevel and Co (1913). ISBN 1-4219-4169-4
- Reeves, Nicholas. Valley of the Kings: The Decline of a Royal Necropolis. Keegan Paul (1990). ISBN 0-7103-0368-8
- Reeves, Nicholas, Richard H. Wilkinson. The Complete Valley of the Kings. Thames and Hudson (1996). ISBN 0-500-05080-5 – Details of all the major tombs, their discovery, art and architecture
- Romer, John. Valley of the Kings. Henry Holt (1981). ISBN 0-8050-0993-0 – Covers the history of the exploration of the Valley in chronological order
- Rossi, Corinna (2001). „Dimensions and Slope in the Nineteenth and Twentieth Dynasty Royal Tombs”. The Journal of Egyptian Archaeology 87, 73-80. o, Kiadó: The Egyptian Exploration Society. ISSN 0307-5133.
- Sampsell, Bonnie M.. A Traveler's Guide to the Geology of Egypt. Cairo: American University Press (2003). ISBN 977-424-785-X
- Siliotti, Alberto. Guide to the Valley of the Kings. Barnes and Noble (1997). ISBN 88-8095-496-2 – A good introduction to the valley and surroundings
- Strudwick, Nigel, Helen Strudwick. Thebes in Egypt. Cornell University (1999). ISBN 0-8014-8616-5
- Weeks, Kent R., Araldo De Luca (photographs). Valley of the Kings. Friedman/Fairfax (2001). ISBN 88-8095-712-0 – Spectacular photography of the best tombs
- Weeks, Kent R.. KV 5: A Preliminary Report on the Excavation of the Tomb of the Sons of Ramesses II in the Valley of the Kings. Cairo: American University Press (2000). ISBN 977-424-574-1
- Weigall, Arthur. A Guide to the Antiquities of Upper Egypt. London: Mentheun & Co (1910). ISBN 1-4253-3806-2
- Wilkinson, Richard H.. Valley of the Sun Kings: New Explorations in the Tombs of the Pharaohs. Tucson: University of Arizona Egyptian Expedition (1994). ISBN 0-9649958-0-8 – chapters by archaeologists working in the valley from an international conference on the Valley of the Kings
- Wilkinson, Richard H. (1993). „The paths of Re: Symbolism in the royal tombs of Wadi Biban El Moluk”. KMT 4 (3).